# Freddie Mercury Tribute Concert
Het Freddie Mercury Tribute Concert for Aids Awareness werd gehouden op paasmaandag 20 april 1992 in het Wembley Stadium (Londen) en rechtstreeks over de hele wereld uitgezonden. Het concert was een hommage aan de op 24 november 1991 aan de gevolgen van aids overleden frontman van de band Queen, Freddie Mercury. Tevens was een doel van het concert om meer bewustzijn met betrekking tot hiv en aids te creëren. Alle opbrengsten van het concert zijn naar aidsgerelateerde goede doelen gegaan.

## Achtergrond
Na de dood van Mercury op 24 november 1991 besloten de drie overgebleven bandleden (Brian May, Roger Taylor en John Deacon) en Queen-manager Jim Beach om een groots concert te houden ter nagedachtenis. In februari 1992 kondigden May en Taylor de plannen aan tijdens de uitreiking van de Brit Awards. Toen de voorverkoop van het concert startte, raakten alle 72.000 tickets in slechts twee uur uitverkocht, hoewel nog niet bekendgemaakt was wie ging optreden.

## Concert
Het concert, dat over de hele wereld rechtstreeks werd uitgezonden (onder andere door MTV en in Nederland door Veronica op Nederland 2 en i.s.m. de AKN omroepen en de TROS op Radio 3), begon met korte optredens van een aantal bands, die sterk beïnvloed waren door de muziek van Queen, waaronder Metallica, Extreme, Def Leppard, en Guns N' Roses. Tussen de optredens door werden op grote videoschermen beelden van Mercury vertoond. 
Aan de tweede helft van het concert namen de overgebleven drie leden van Queen deel. Zij werden bijgestaan door een groot scala aan zangers en gitaristen, onder wie Axl Rose, Slash, Roger Daltrey, Tony Iommi, Mick Ronson, Elton John, George Michael, Seal, Paul Young, Annie Lennox, Lisa Stansfield, David Bowie, Robert Plant en Liza Minnelli. U2 kon niet bij het optreden aanwezig zijn, doordat de band zelf elders een optreden verzorgde. Via een satellietverbinding speelde de band live het nummer Until the end of the world. Elizabeth Taylor gaf een toespraak om op de gevaren van hiv en aids te wijzen.

## Optredens
Eerste deel: enkele miniconcerten
- Metallica: Enter Sandman, Sad But True, Nothing Else Matters
- Extreme - Queen-Medley, Love of My Life, More Than Words
- Def Leppard - Animal, Let's Get Rocked, Now I'm Here (met May)
- Bob Geldof - Too Late God
- Spinal Tap - The Majesty of Rock
- U2 - Until the End of the World, rechtstreeks via satelliet
- Guns N' Roses - Paradise City, Knockin' on Heaven's Door
- Mango Groove – Special Star, rechtstreeks via satelliet vanuit Johannesburg
- Toespraak van Elizabeth Taylor

Tweede deel: vertolkingen van de overgebleven leden van Queen, met gastmuzikanten
- Queen, Joe Elliott (van Def Leppard) en Slash (van Guns N' Roses) - Tie Your Mother Down
- Queen, Roger Daltrey (van The Who) en Tony Iommi (van Black Sabbath) - Heaven and Hell (Intro), Pinball Wizard (Intro), I Want It All
- Queen en Zucchero - Las Palabras de Amor
- Queen en Gary Cherone (van Extreme) - Hammer to Fall
- Queen en James Hetfield (van Metallica) - Stone Cold Crazy
- Queen en Robert Plant (van Led Zeppelin) - Innuendo/Kashmir, Thank You, Crazy Little Thing Called Love
- Brian May en Spike Edney - Too Much Love Will Kill You
- Queen en Paul Young - Radio Ga Ga
- Queen en Seal - Who Wants to Live Forever
- Queen en Lisa Stansfield - I Want to Break Free
- Queen, David Bowie en Annie Lennox - Under Pressure
- Queen, Ian Hunter (zanger van Mott the Hoople), Mick Ronson (gitarist bij de The Spiders from Mars, een voormalige band van David Bowie) en David Bowie - All the Young Dudes
- Queen, David Bowie en Mick Ronson - Heroes
- Queen en George Michael - '39
- Queen, George Michael en Lisa Stansfield - These Are the Days of Our Lives
- Queen en George Michael - Somebody to Love
- Queen, Elton John en Axl Rose (van Guns N' Roses) - Bohemian Rhapsody
- Queen, Elton John en Tony Iommi - The Show Must Go On
- Queen en Axl Rose - We Will Rock You
- Queen, Liza Minnelli en alle andere artiesten - We Are the Champions

De muzikale begeleiding werd verzorgd door Spike Edney, Mike Moran, Josh Macrae en Chris Thompson.

## Video- en dvd-uitgaven
In 1993 werd het concert op VHS uitgegeven in het Verenigd Koninkrijk, inclusief het grootste deel van het eerste deel van het concert. In april 2002 werd het concert wereldwijd op dvd uitgegeven. De dvd bereikte de eerste positie in de hitlijsten van onder andere Nederland en het Verenigd Koninkrijk. Op de dvd-uitgave ontbreekt het eerste deel van het concert, en van het tweede deel Robert Plants vertolking van Innuendo, omdat Plant ontevreden was over zijn optreden. Dit laatste was ook het geval op de Blu-ray uit 2013. Bovendien werden voor deze geremasterde uitgave ook "Love of My Life" en "More Than Words" van Extreme, "Animal" en "Let's Get Rocked" van Def Leppard, Spinal Tap, U2 en Mango Groove uit het eerste deel van het concert weerhouden.

## Trivia
- In 1992 scoorde Guns N' Roses in verschillende landen een nummer 1-hit met een cover van Knockin' on Heaven's Door. Het optreden tijdens het Tribute Concert werd gebruikt als videoclip.
- Dit concert was de eerste keer dat Brian May het nummer Too Much Love Will Kill You ten gehore bracht. Later heeft hij hier, onder andere in Nederland, een nummer 1-hit mee gescoord. May had dit nummer al in de jaren 80 geschreven, en Mercury heeft het ook ingezongen. De Queenversie is verschenen op het album Made in Heaven en een bescheiden hit geweest.
- Op 15 mei 2020 werd vanwege het coronavirus het gehele concert voor 48 uur op het YouTube-kanaal van Freddie Mercury beschikbaar. Binnen een dag had het concert al meer dan anderhalf miljoen weergaven en bijna 150 duizend likes.